# Deutsch Vilmos
Deutsch Vilmos (Buda, 1825 – Budapest, 1896. május 28.) zongoraművész, zeneszerző.
Zenei tehetsége már igen korán megnyilvánult. Képességeit, Thern Károly és Erkel Ferenc tanítványa fejlesztette. Kitűnő zongora virtuóz volt, aki külföldön is, a közönségnél és kritikánál egyaránt, nagy sikereket aratott. Komoly tevékenységet fejtett ki a zenepedagógia terén is. Legnagyobb érdeme azonban Budapest zenei életének fejlesztése és kiszélesítése. Jelentékeny része van abban, hogy szakadatlan propagandájával, koncertjeinek nemes ízléssel összeválogatott programjával és egyéni hatásával jelentékeny közönséget szerzett a klasszikus zene remekeinek. Mint zeneszerző klasszikus zenekari műveknek zongorára való hatásos átírásával tűnt ki.